# 林金春
林金春（Lim Kim Choon），新加坡华人，曾在2001年至2006年之间担任新加坡共和国空军部队总长，少将军衔，退伍后在2007年至2009年之间担任新加坡民航局总裁。

## 生平
林金春在1977年荣获新加坡武装部队海外奖学金，前往英国罗浮堡大学念书，毕业后获得理学士（二级荣誉）学位。他也曾在美国麻省理工学院研究管理学，毕业后获得理学硕士学位。此外，他也曾在美国上过空军指挥与参谋课程。退伍后，他在2009年到美国哈佛大学商学院上高级管理课程。
林金春在1976年加入新加坡武装部队，在空军部队当F-16战隼战斗机飞行员。他在空军担任过的职务包括：空军情报处处长、空军作战处处长、登加空军基地司令和空军参谋长（1998年－2001年）。2001年4月1日，林金春經任命为空军总长。在他空军总长任內，空军部队买进许多新型的战斗机、军用直升机等，包括F-15鹰式战斗机、AH-64阿帕奇以及SH-60海鷹直升機。此外，在2005年，林金春带领空军部队到印尼亚齐特别行政区（苏门答腊地震）和美国新奥尔良（卡特里娜飓风）参加赈灾活动。林金春在2006年3月24日退伍并把空军总长一职交给黄志勤。
林金春在退伍后加入新加坡民航局，在2006年5月至2007年7月间担任资深副总干事，随后升任总干事兼总裁，2009年卸任。2011年5月19日，他被任命为Stratech Systems的非执行和非独立董事。此外，他也是许多政府机构董事会的成员。